# Carlo Angeletti
Carlo Angeletti (Roma, 18 dicembre 1950) è un attore italiano, attivo come attore bambino tra il 1958 e il 1964.

## Biografia
Carlo Angeletti nasce a Roma nel 1950. Considerato la risposta italiana allo spagnolo Pablito Calvo, per la sua conoscenza della lingua inglese è stato uno dei pochi attori bambini del cinema italiano ad essere impegnato in produzioni cinematografiche internazionali.
Debuttò a sette anni come protagonista nel 1958 del film Ballerina e Buon Dio, diretto da Antonio Leonviola accanto a Vittorio De Sica. Fu in questa occasione che prese il nome d'arte di Marietto dal nome del personaggio che interpretava in quel film.
Il successo internazionale venne con il film La baia di Napoli (1960) di Melville Shavelson, al fianco di Sophia Loren, Clark Gable e Vittorio De Sica.
Fu attivo fino al 1964, quando aveva quattordici anni, anche in alcuni film tedeschi mai distribuiti in Italia e in diverse produzioni a carattere internazionale, segnalandosi in particolare per Pranzo di Pasqua (1962) di Melville Shavelson con Charlton Heston, e Un filo di speranza (1963) di François Villiers. Degna di nota è anche la sua ultima interpretazione in ...e venne il giorno della vendetta (1964) di Fred Zinnemann al fianco di Gregory Peck, Anthony Quinn e Omar Sharif.
Abbandonata la carriera di attore, si è in seguito laureato in Medicina e Chirurgia presso l'Università degli Studi di Roma "La Sapienza" nel 1974, specializzandosi quindi in Ostetricia e Ginecologia (1984) e intraprendendo la professione di ginecologo.

## Filmografia
- Ballerina e Buon Dio, regia di Antonio Leonviola (1958)
- Kleine Leute mal ganz groß, regia di Herbert B. Fredersdorf (1958)
- La cento chilometri, regia di Giulio Petroni (1959)
- La baia di Napoli (It Started in Naples), regia di Melville Shavelson (1960)
- Adieu, Lebewohl, Goodbye, regia di Paul Martin (1961)
- Blond muß man sein auf Capri, regia di Wolfgang Schleif (1961)
- Il gigante di Metropolis (The Giant of Metropolis), regia di Umberto Scarpelli (1961)
- Pranzo di Pasqua (The Pigeon that took Rome), regia di Melville Shavelson (1962)
- Giuseppe venduto dai fratelli, regia di Irving Rapper e Luciano Ricci (1962)
- Un filo di speranza (Jusqu'au bout du monde), regia di François Villiers (1963)
- Liolà, regia di Alessandro Blasetti (1963)
- ...e venne il giorno della vendetta (Behold a Pale Horse), regia di Fred Zinnemann (1964)